# Балазар (Повуа-де-Варзин)
Балазар (порт. Balasar) — район (фрегезия) в Португалии, входит в округ Порту. Является составной частью муниципалитета Повуа-де-Варзин. Находится в составе крупной городской агломерации Большой Порту. По старому административному делению входил в провинцию Дору-Литорал. Входит в экономико-статистический субрегион Большой Порту, который входит в Северный регион. Население составляет 2475 человек на 2001 год. Занимает площадь 11,57 км².
Покровителем района считается Святая Евлалия (порт. Santa Eulália).

## История
Район основан в 1442 году